# Brigerbad
Brigerbad is een plaats en voormalige gemeente in het Zwitserse kanton Wallis, en maakt sinds 1 januari 1973 deel uit van de gemeente Brig-Glis in het district Brig.
- Gemeinsame Normdatei: 4503277-4
- Historisch woordenboek van Zwitserland: 003299
- Virtual International Authority File: 243179037